# Новосельцев, Михаил Григорьевич
Михаил Григорьевич Новосельцев (19 апреля 1923, село Букатовка, Саратовская губерния — 9 ноября 1993, Саратов) — наводчик орудия 1184-го истребительно-противотанкового артиллерийского полка 20-й отдельной истребительно-противотанковой артиллерийской бригады Резерва Верховного Главнокомандующего 9-го гвардейского танкового корпуса 2-й гвардейской танковой армии 1-го Белорусского фронта, сержант — на момент представления к награждению орденом Славы 1-й степени.

## Биография
Родился 19 апреля 1923 года в селе Букатовка (ныне — Воскресенского района Саратовской области в крестьянской семье. Русский. Окончил 4 класса. Работал трактористом в колхозе.
В Красной Армии и на фронте в Великую Отечественную войну с марта 1942 года. Воевал на Сталинградском, Донском, Центральном и 1-м Белорусском фронтах.
Наводчик орудия 206-го истребительно-противотанкового артиллерийского полка сержант Михаил Новосельцев 5 октября 1944 года в оборонительных боях на правом берегу реки Нарев в районе населённого пункта Тшепово, расположенного в 7 километрах севернее города Сероцк, отражая атаки танков и пехоты противника, прямой наводкой из своего орудия сжег один тяжелый танк типа «Пантера» и уничтожил до 15 немецких солдат, чем обеспечил удержание рубежа. Приказом командующего артиллерией 1-го Белорусского фронта от 19 октября 1944 года «за образцовое выполнение заданий командования в боях с немецко-фашистскими захватчиками» сержант Новосельцев Михаил Григорьевич награждён орденом Славы 3-й степени.
9 февраля 1945 года наводчик орудия 1184-го истребительно-противотанкового артиллерийского полка сержант Михаил Новосельцев в боях за плацдарм на левом берегу реки Одер в 18 километрах южнее города Франкфурт обнаружил сосредоточение противника перед атакой и открыл по нему огонь. Огнём из своего орудия он уничтожил две повозки с боеприпасами и до 15 гитлеровцев, тем самым сорвав контратаку врага. Приказом по войскам 1-го Белорусского фронта от 4 марта 1945 года «за образцовое выполнение заданий командования в боях с немецко-фашистскими захватчиками» сержант Новосельцев Михаил Григорьевич награждён орденом Славы 2-й степени.
3 мая 1945 года наводчик орудия 1184-го истребительно-противотанкового артиллерийского полка сержант Михаил Новосельцев в боях с окружённой группировкой противника у населённого пункта Певезин уничтожил свыше десяти и взял в плен четырёх гитлеровцев.4 мая 1945 года во встречном бою с группой вражеских солдат восточнее населённого пункта Треммен сержант Новосельцев разбил лёгкий танк, автомашину с боеприпасами и истребил свыше десятка вражеских пехотинцев. Указом Президиума Верховного Совета СССР от 15 мая 1946 года «за образцовое выполнение заданий командования в боях с немецко-фашистскими захватчиками» сержант Новосельцев Михаил Григорьевич награждён орденом Славы 1-й степени, став полным кавалером ордена Славы.
В 1947 году старшина М. Г. Новосельцев демобилизован. Член ВКП/КПСС с 1947 года. Вернулся в родное село. Работал трактористом в колхозе. Затем жил в городе Саратов, где умер 09 ноября 1993 года. Похоронен на Елшанском кладбище в Саратове.
Награждён орденами Отечественной войны 1-й степени, Славы 1-й, 2-й и 3-й степени, медалями.